# 阿爾派恩 (阿肯色州)
阿爾派恩（英語：Alpine）是位於美國阿肯色州克拉克縣的一個非建制地區。該地的面積和人口皆未知。

## 地理
阿爾派恩的座標為33°13′44″N 93°22′45″W / 33.22889°N 93.37917°W，而該地的平均海拔高度為183米（即600英尺）。